# 花园水库 (蕲春)
花园水库是中国湖北省黄冈市蕲春县境内的一座水库，位于蕲河支流狮子河上，建于1970年。水库正常库容为6600万立方米，平均水深为19.80米，集雨面积为86平方千米，海拔为92.68米。花园水库有东、西两条干渠，全长99.7公里，担负着狮子、刘河、株林三个镇共44个行政村约5.8万亩农田的灌溉任务。水库中心设有七星岛水利风景区，景区规划面积42.6万平方公里，水域面积5.6平方公里，属于湖北省第五批省级水利风景区。